# Paul Farrer
Pour les articles homonymes, voir Farrer.
Paul Farrer (né le 6 mars 1973) est un compositeur britannique de musique de film.

## Filmographie

### Acteur

#### Télévision
Séries télévisées
- 2015 : 1000 Heartbeats : lui-même - Conductor

### Scénariste

#### Télévision
Séries télévisées
- 2015 : 1000 Heartbeats

### Compositeur

#### Cinéma
- 1996 : The Bruce
- 1997 : Macbeth
- 1999 : King Lear
- 2000 : The Human Zoo
- 2000 : World War 2: The Complete History
- 2001 : Campaigns of Napoleon
- 2001 : The English Civil War
- 2002 : The Wars of the Roses
- 2008 : Ulysses Road
- 2016 : EU Referendum: ITV
- 2016 : Little America

#### Courts-métrages
- 2010 : Jun and the Hidden Skies
- 2016 : 833

#### Télévision
Séries télévisées
- 1998 : O'Shea's Big Adventure
- 2001 : Dog Eat Dog
- 2001 : Secrets of the Dead
- 2001 : Shafted
- 2001 : Weakest Link
- 2002 : Britography
- 2002 : The Enemy Within
- 2003 : 19 Keys
- 2004 : House Race
- 2004 : House of Games
- 2004 : The Weakest Link
- 2004 : Without Prejudice?
- 2005 : The Springer Show
- 2006 : BattleField Detectives
- 2006 : My Bare Lady
- 2006 : Norfolk's Coastal Kitchen
- 2006 : The Baby Mind Reader
- 2007 : Marbella Belles
- 2007 : Rescue Emergency
- 2007 : Tycoon
- 2008 : Vinnie Jones' Toughest Cops
- 2010 : Antiques Master
- 2010 : Secret Dealers
- 2011 : Fort Boyard: Ultimate Challenge
- 2011 : Top Gear
- 2012 : Chatsworth
- 2012 : Jedward's Big Adventure
- 2012 : The Sheriffs Are Coming
- 2013 : Rory Bremner's Great British Views
- 2013-2014 : That Puppet Game Show
- 2014 : Jo Frost: Family Matters
- 2014 : Judge Rinder
- 2014 : Sunday Night at the Palladium
- 2014 : Your Home in Their Hands
- 2015 : 1000 Heartbeats
- 2015 : Play to the Whistle
- 2015 : Reality Bites
- 2015-2016 : Benefits by the Sea: Jaywick
- 2015-2016 : The Chase Australia
- 2017 : Royal Recipes
- 2017 : Steph and Dom's 1 Star to 5 Star

Téléfilms
- 2000 : Lost Treasures of the Ancient World: Dark Age England
- 2002 : WW2 Revisited
- 2005 : New Boy
- 2006 : Car Wars
- 2006 : Put Me Together Again
- 2008 : An Audience Without Jeremy Beadle
- 2010 : What They Won't Tell Us
- 2016 : World of Sport Wrestling